# Luigi Lilio
Luigi Lilio (Aloisius Lilius, Alojzij Lilij), italijanski zdravnik, astronom, fizik, filozof in kronolog, * 1510, Cirò, Kalabrija, Italija, † 1576, verjetno Rim, Italija.

## Življenje in delo
Lilio je študiral medicino v Neaplju. Po študiju je služboval pri neapeljski rodbini Carafa. Od leta 1552 je poučeval medicino na Univerzi v Perugii.
Leta 1576 je določil dolžino tropskega leta 365,2425d =
365d 5h 49m 12s. Napisal je rokopis Priročnik o novem načrtu obnovitve koledarja (Compendiuem novae rationis restituendi kalendarium). Njegova spoznanja so leta 1582 uporabili pri prenovi julijanskega koledarja pod vodstvom papeža Gregorja XIII. Lilio je bil eden od glavnih tvorcev gregorijanskega koledarja, vendar je umrl, preden so uresničili njegove načrte. Njegove predloge je predstavil odboru njegov brat Antonio. Liliov rokopis so dali prenovitveni komisiji in ga leta 1582 po nekaj Claviusovih spremebah. Papeževo bulo so izdali 24. februarja 1582 v kateri je zapovedana usvojitev kovega koledarja.
Liliov datum je število dni, ki so pretekli od prevzetja gregorijanskega koledarja 14. oktobra 1582. Iznašel ga je Bruce G. Ohms iz IBM leta 1986.

## Priznanja

### Poimenovanja
Po njem se imenuje krater Lilio (Lilius) na Luni.